# Dvärglönn
Dvärglönn (Acer monspessulanum) är en kinesträdsväxtart. Dvärglönn ingår i släktet lönnar, och familjen kinesträdsväxter. Arten förekommer tillfälligt i Sverige, men reproducerar sig inte.

## Underarter
Arten delas in i följande underarter:
- A. m. assyriacum
- A. m. athoum
- A. m. ibericum
- A. m. loscosii
- A. m. martinii
- A. m. microphyllum
- A. m. monspessulanum
- A. m. oksalianum
- A. m. turcomanicum